# 디팔 S09
디팔 S09(영어: Deepal S09, 중국어: 深蓝S09, 병음: Shēnlán S09)는 창안 자동차에서 생산하고 디팔 브랜드로 판매하는 풀 사이즈 주행 거리 확장형 SUV이다. 2025년 상하이 모터쇼에서 사전 판매가 시작되었다.

## 개요

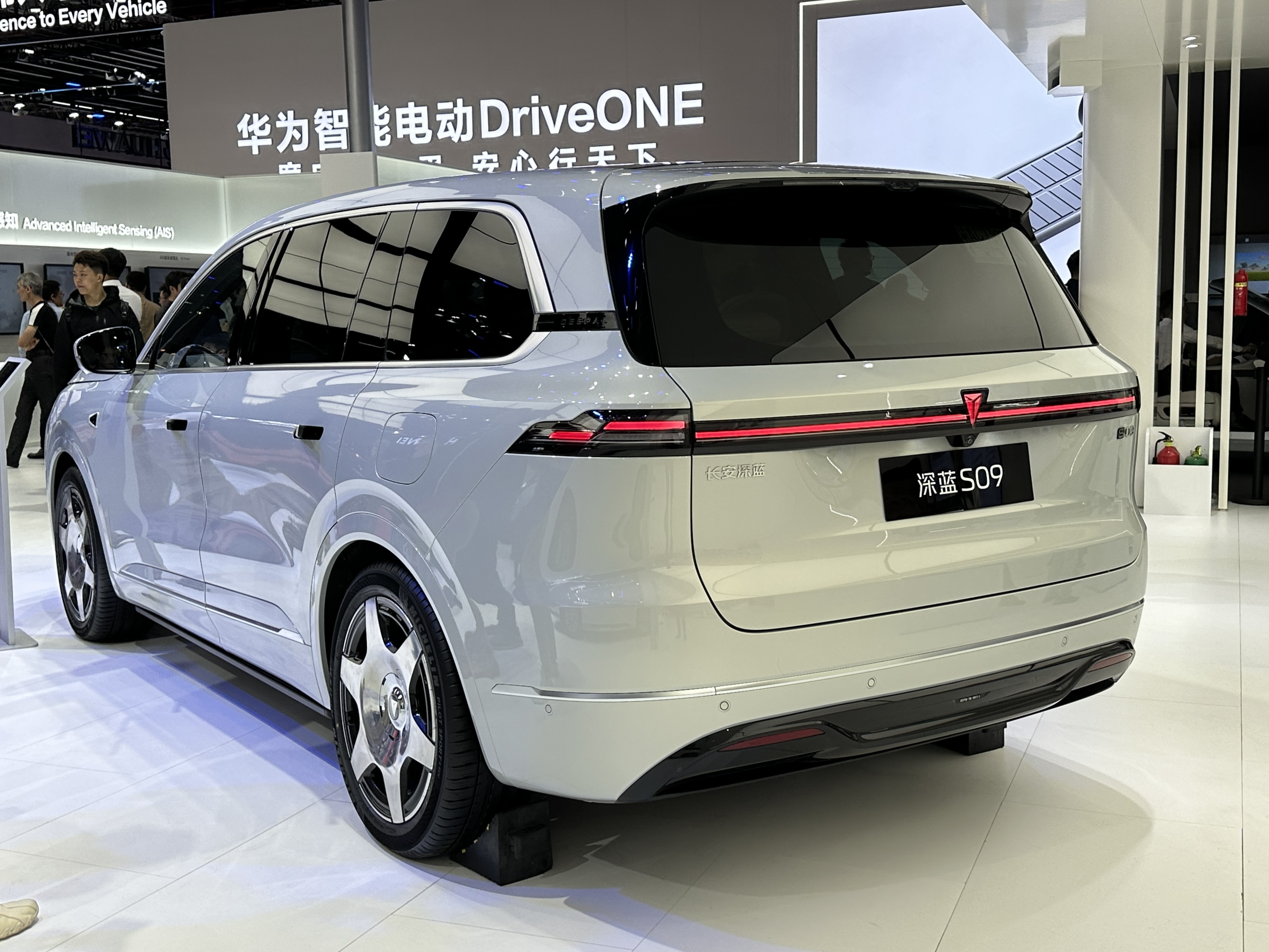
후면도

디팔 S09는 S07, G318, L07, S05 모델과 창안의 EPA1 플랫폼을 공유한다. 이는 디팔의 두 번째 4륜 구동 파워트레인을 사용하는 모델이다.
판매는 2025년 하반기에 시작될 것으로 예상된다.

## 특징
디팔 S09는 화웨이의 ADAS 시스템을 특징으로 한다. 또한 전면에는 전폭 주간 주행등 바가 있고 후면에는 계단식 조명 바가 있다.
실내 대시보드에는 한 쌍의 15.6인치 OLED 스크린이 있으며, 전통적인 계기판은 화웨이의 43인치 헤드업 디스플레이로 대체되었다. 후면에는 천장에서 접히는 21.3인치 3K 스크린이 있다. 18스피커 시스템도 포함되어 있다. 실내에는 하나의 무선 충전기와 4개의 컵 홀더도 있다. S09에는 음료와 음식을 위한 10리터 가열 및 냉각 장치도 함께 제공된다.

## 파워트레인
S09는 EREV 전용으로 제공된다. 모든 버전은 후방에 장착된 231 kW (310 hp; 314 PS) 모터를 사용하며, 4륜 구동 모델은 전방에 추가로 131 kW (176 hp; 178 PS) 모터를 사용한다. S09에는 1.5리터 터보차저 4기통 직렬 엔진을 발전기로 사용하는 슈퍼 레인지 익스텐션 2.0 기술이 적용되어 있다.
800V 고속 충전을 지원하여 10분 만에 300km를 추가할 수 있다. 배터리는 CATL에서 생산한 40.18kW LFP 배터리이다.